# Lotus 76
Der Lotus 76 war ein Formel-1-Rennwagen, gebaut und eingesetzt 1974 vom britischen Formel-1-Team Lotus.

## Entwicklungsgeschichte und Technik
Der Lotus 76 wurde von Colin Chapman und Ralph Bellamy entwickelt und sollte den Lotus 72 ablösen, der 1973 bereits die vierte Saison im Einsatz war. Die Aerodynamik des Wagens wurde grundlegend verbessert und das Fahrzeug war leicht, knapp am zulässigen Mindestgewicht von 575 kg. Vom 72 wurden die Aufhängungen, die innenliegenden Bremsen und der V8-Motor von Cosworth übernommen. Die große Innovation war die neue elektronische Kupplung, die mit einem Getriebeschaltknopf bedient werden konnte. Nur beim Start musste der Fahrer das Pedal treten. Allerdings war die Technik nicht ausgereift und das System wurde im Rennen nicht eingesetzt.
Der Wagen wurde offiziell als John Player Special MK I bezeichnet, Colin Chapman folgte damit dem Drängen des Hauptsponsors, der nachdrücklich auf die Namensänderung bestand.

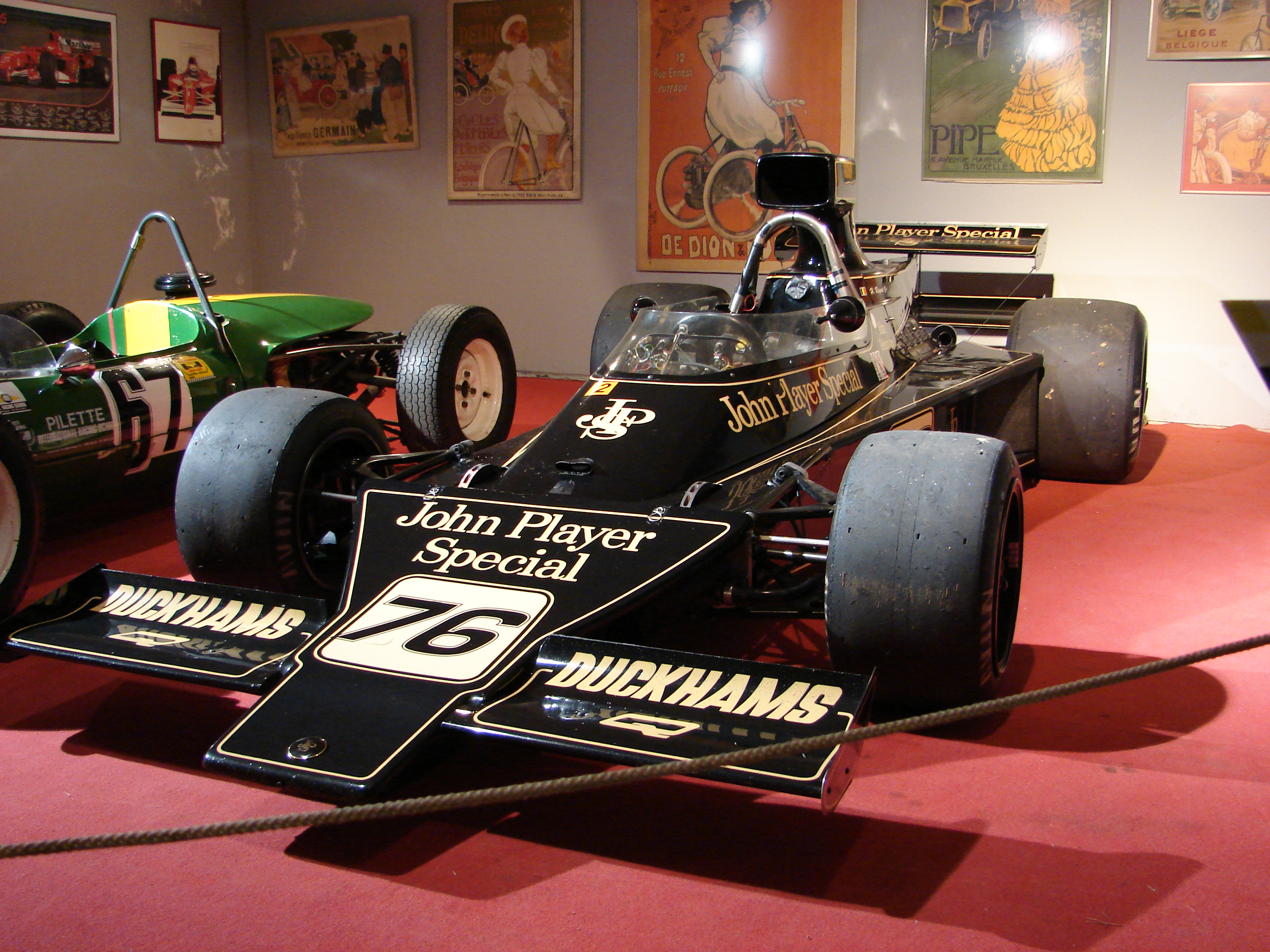
Lotus 76
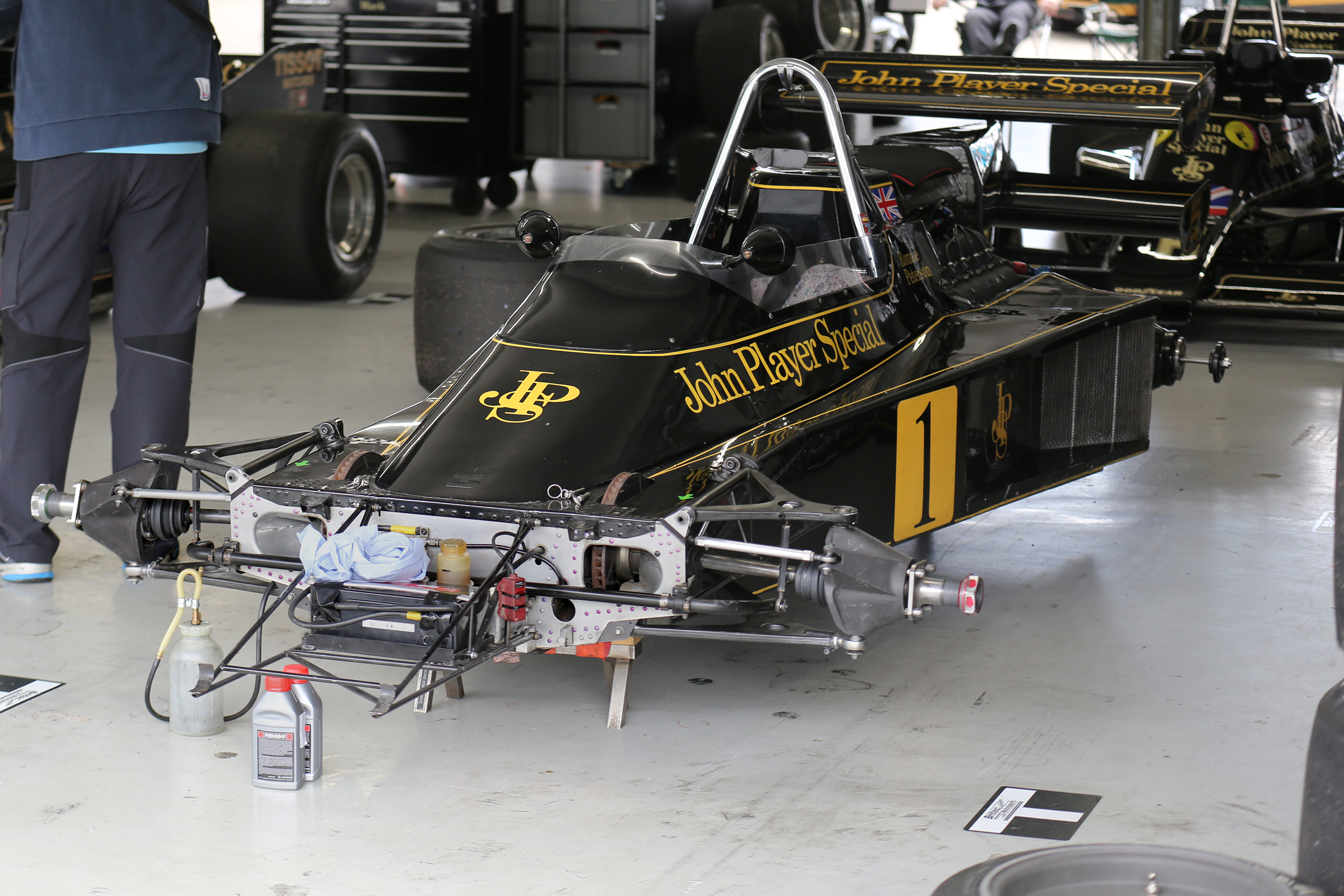
Vorderradaufhängung
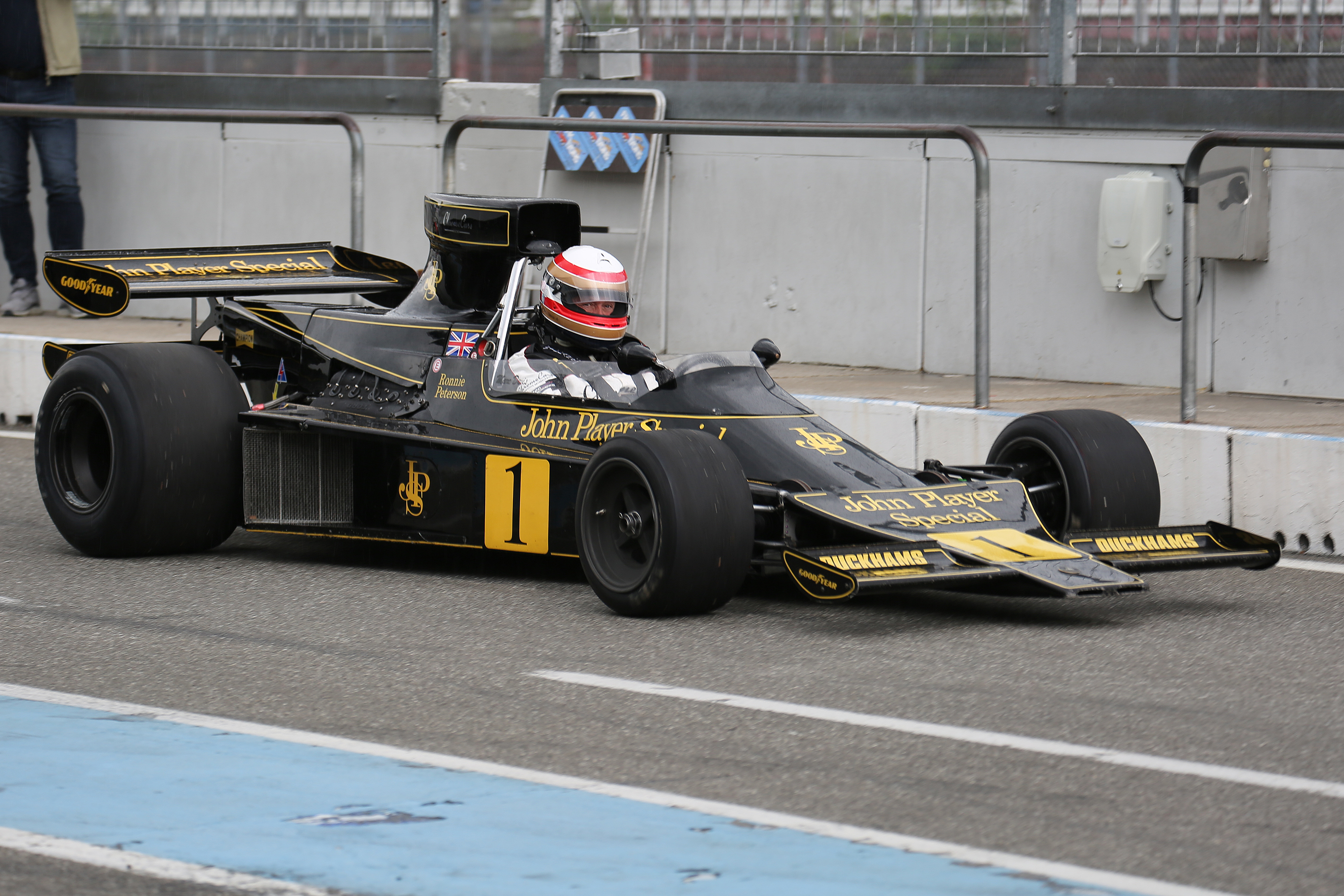
Lotus 76, Bj. 1974, …
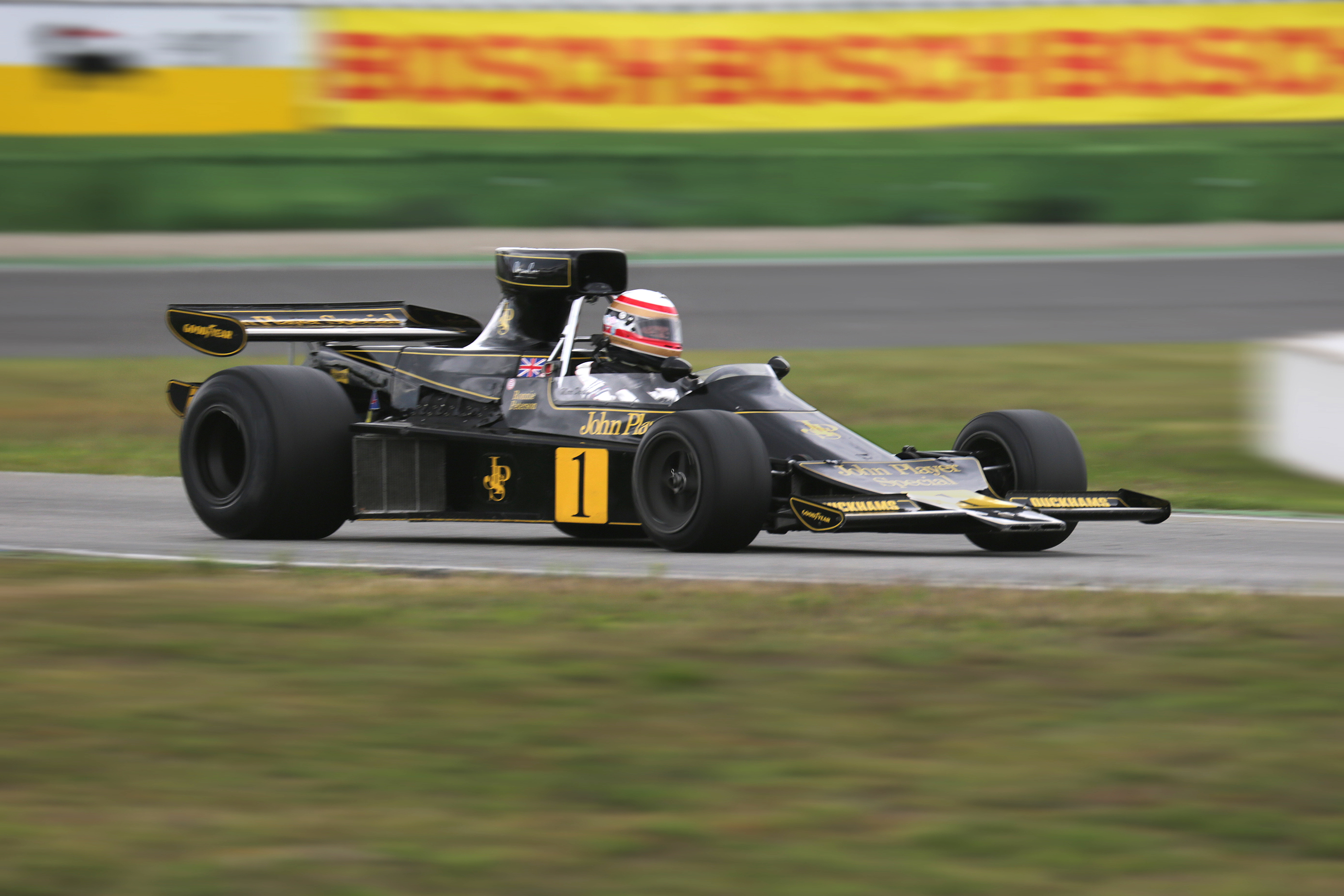
… in Hockenheim 2021

## Renngeschichte
Bei den Testfahrten stellte sich die neue Kupplung als Problem heraus. Der Wagen ließ sich kaum schalten und die beiden Einsatzfahrer Ronnie Peterson und Jacky Ickx forderten die Rückkehr zu einer herkömmlichen Kupplung. Der Wagen gab sein Debüt beim Großen Preis von Südafrika 1974 und obwohl Peterson wie auch Ickx beim Großen Preis von Spanien kurz in Führung lagen, stellte sich das Fahrzeug im Laufe der Saison als Fehlkonstruktion heraus. Das Team griff deshalb auf den bewährten 72 zurück. Im Sommer versuchte Chapman den 76 zu retten, indem er das vordere Chassis mit dem Hinterwagen des 72 verband. Aber auch diese Variante war ein Fehlschlag und der 76 verschwand endgültig von den Rennstrecken.